# Polski Komitet Narodowy UNICEF
UNICEF Polska, właśc. Stowarzyszenie Polski Komitet Narodowy UNICEF – polski oddział UNICEF, organizacji humanitarnej i rozwojowej działającej na rzecz dzieci. W Polsce pracuje ze szkołami i samorządami, aby prawa dziecka były zawsze przestrzegane, a głos młodych ludzi słyszany i respektowany. Jest apolityczny i bezstronny, ale nie pozostaje obojętny, gdy chodzi o obronę praw dzieci i ochronę ich życia i przyszłości.

## Opis
UNICEF obecny jest w Polsce od 1962, kiedy to powstał pierwszy Komitet Narodowy UNICEF we wschodniej Europie. Przez wiele lat głównym celem Polskiego Komitetu Narodowego UNICEF była poprawa warunków życia dzieci w Polsce. UNICEF kupował wyposażenie dla ośrodków zdrowia i sprowadzał surowce do produkcji artykułów dziecięcych. Podczas stanu wojennego przekazywał lekarstwa, odzież i odżywki dla dzieci.
W roku 2002 Polska została uznana za kraj wysoko rozwinięty, więc Polski Komitet Narodowy UNICEF zmienił zakres swojej działalności. Do zadań statutowych Komitetu należy reprezentowanie interesów dzieci wobec władz i społeczeństwa, działanie na rzecz respektowania ich praw oraz gromadzenie funduszy na projekty pomocowe realizowane przez UNICEF w krajach rozwijających się. Stowarzyszenie PKN UNICEF skupia swoje działania na gromadzeniu środków na pomoc dzieciom w najuboższych krajach świata czy też tych dzieci, które znajdują się w krajach w strefach konfliktów czy klęsk. Oprócz tego monitoruje wdrażanie Konwencji o prawach dziecka oraz realizuje programy edukacyjne angażujące tysiące szkół w Polsce, a także współpracuje z samorządami ze światem biznesu i kultury. Dąży do tego, aby prawa dziecka były zawsze przestrzegane, a głos młodych ludzi słyszany i respektowany. Organizacja jest apolityczna i bezstronna; działa na rzecz obrony praw dzieci, ochrony ich życia i zabezpieczenia na przyszłość.
UNICEF jest twórcą idei wspierania działań charytatywnych przez osobistości świata kultury i sportu. Jako pierwsza organizacja na świecie, już w latach 50., zaprosił sławne osoby do wspierania działań na rzecz dzieci. Ambasadorowie Dobrej Woli UNICEF wykorzystują swoją renomę na rzecz walki o prawa najmłodszych i wspierania misji UNICEF-u, tj. zapewnienia każdemu dziecku prawa do zdrowia, edukacji, równości i ochrony przed przemocą. Ambasadorowie Dobrej Woli zawsze działają pro publico bono. Tytuł ambasadora otrzymywały znane osobistości, jak Sir Roger Moore, Audrey Hepburn, Orlando Bloom czy David Beckham.
Ambasadorami Dobrej Woli UNICEF-u w Polsce są: Małgorzata Foremniak, Artur Żmijewski, Majka Jeżowska, Magdalena Różczka, Robert Korzeniowski, Łukasz Nowicki, Agnieszka Radwańska oraz Robert Lewandowski. W akcje UNICEF-u angażują się również inne znane i popularne osoby życia publicznego, w tym m.in. Piotr Polk czy Maciej Orłoś.
Polski Komitet Narodowy UNICEF posiada status organizacji pożytku publicznego, który umożliwia przekazanie na rzecz organizacji 1,5% podatku (KRS 0000107957).